# Sierra Blanca (Teksas)
Sierra Blanca – jednostka osadnicza w Stanach Zjednoczonych, w stanie Teksas, w hrabstwie Hudspeth. W 2007 roku liczyło 510 mieszkańców.